# Taos Amrouche
Taos Amrouche, auch Marguerite Taos Amrouche oder Marie-Louise Taos Amrouche (geb. 4. März 1913 in Tunis; gest. 2. April 1976 in Saint-Michel-l’Observatoire), war eine kabylische Schriftstellerin und Sängerin.

## Leben
Ihre Mutter war die Sängerin und Schriftstellerin Fadhma Amrouche und sie war die einzige Tochter von sieben Kindern. Ihr Bruder Jean Amrouche war ebenfalls Schriftsteller. Sie wurde in Tunesien geboren, wohin ihre Familie aufgrund ihrer Konversion zum Katholizismus von Algerien aus flüchten musste. Durch ihre Mutter lernte sie die Gesänge und Folklore der Kabylen von früh an kennen. Nach ihrem Schulabschluss 1934 in Tunesien zog sie nach Frankreich, um dort an der École normale supérieure de jeunes filles in Sèvres zu studieren.
Ab 1936 begann sie gemeinsam mit ihrer Mutter und ihrem Bruder Jean, kabylische Volkslieder zu sammeln und vorzuführen. Auf einem Gesangswettbewerb in Fès erhielt sie 1939 ein Stipendium, um an der Casa de Velázquez in Madrid von 1940 bis 1941 die Zusammenhänge zwischen Berber-Volksliedern und spanischen Volksliedern zu erforschen. An der Casa de Velázquez lernte sie ihren späteren Ehemann, den französischen Maler André Bourdil, kennen. Mit ihm gemeinsam hatte sie eine Tochter, die spätere Komikerin Laurence Bourdil. Das Paar zog von Madrid zunächst nach Tunis, dann nach Algier und schließlich 1945 nach Frankreich.
Ihr erster autobiografischer Roman Jacinthe noire, 1935 verfasst, erschien 1947. Dieser war einer der ersten von einer Nordafrikanerin veröffentlichten Romane in französischer Sprache. Gemeinsam mit Djamila Debèche, die im gleichen Jahr ihren ersten Roman Leïla, jeune fille d’Algérie publizierte, sowie Assia Djebar gilt sie als Vorreiterin der weiblichen algerischen Literatur. Le Grain magique aus dem Jahr 1966 gilt als ihr wichtigstes literarisches Werk. Es ist eine Zusammenstellung von Volksliedern, Gedichten, Sagen, Kurzgeschichten und Sprichwörtern aus der Kabylei.
1953 führte sie gemeinsam mit ihrem Bruder Jean eine Serie von Interviews mit dem Schriftsteller Jean Giono.
Ab 1954 hatte sie ihren Durchbruch als Sängerin in Paris. Sie nahm Radiosendungen auf und hatte zahlreiche Auftritte. 1966 wurde sie zum Festival des arts nègres in Dakar eingeladen.
1967 war sie gemeinsam mit anderen an der Gründung der Berberakademie in Paris beteiligt.

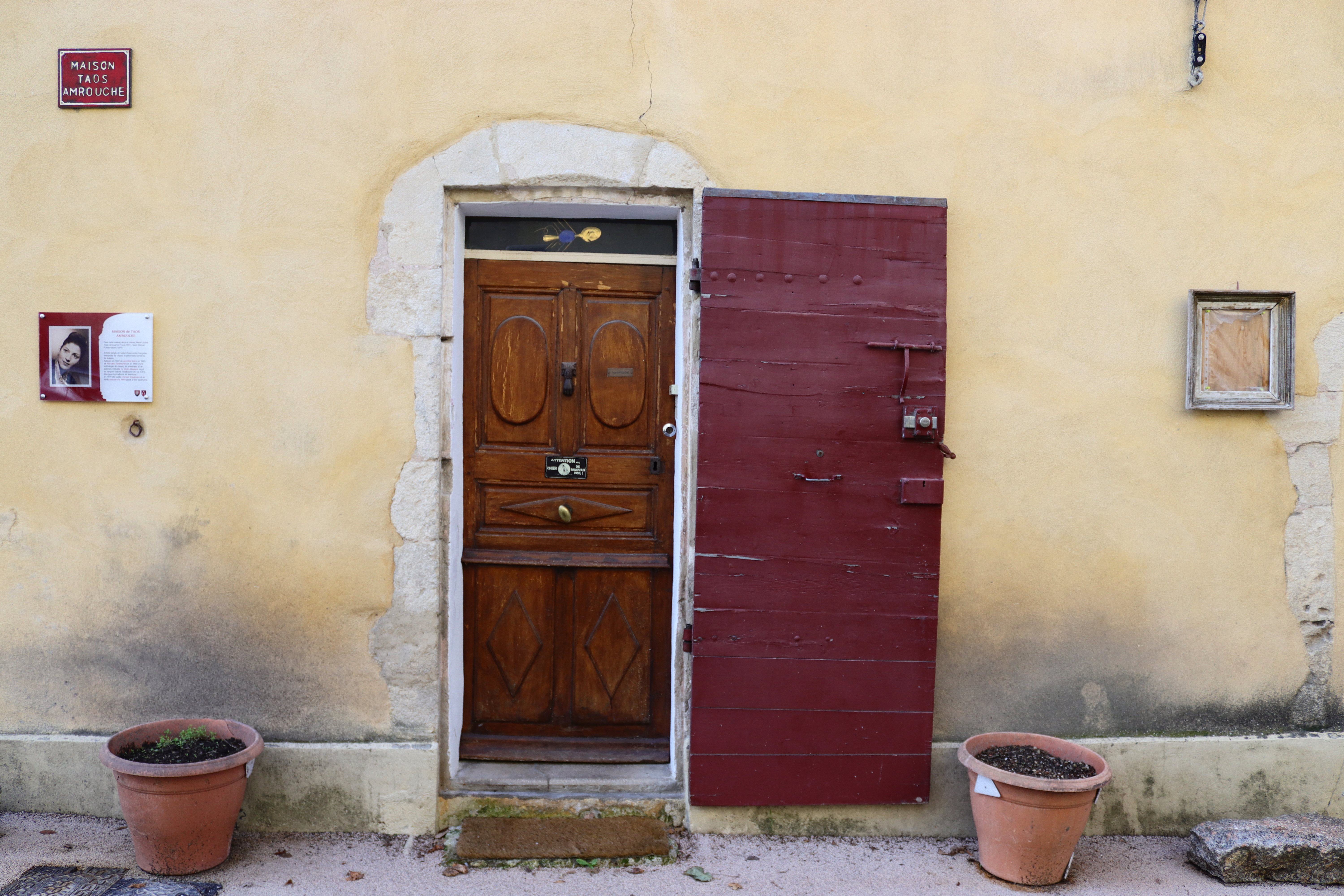
Taos Amrouches Haus in Saint-Michel-l’Observatoire mit Gedenktafel

Ihren letzten Gesangsauftritt absolvierte sie am 16. Januar 1976 in Amiens.
Taos Amrouche starb am 2. April 1976 in Saint-Michel-l’Observatoire im Département Alpes-de-Haute-Provence in Südfrankreich, wo sie zuletzt gelebt hatte.
Der senegalesische Staatspräsident und Dichter Léopold Sédar Senghor schrieb einen Nachruf auf Taos Amrouche, in dem er ihren Tod als „nur schwer heilbaren Verlust für ganz Afrika“ bezeichnete.

## Posthume Rezeption

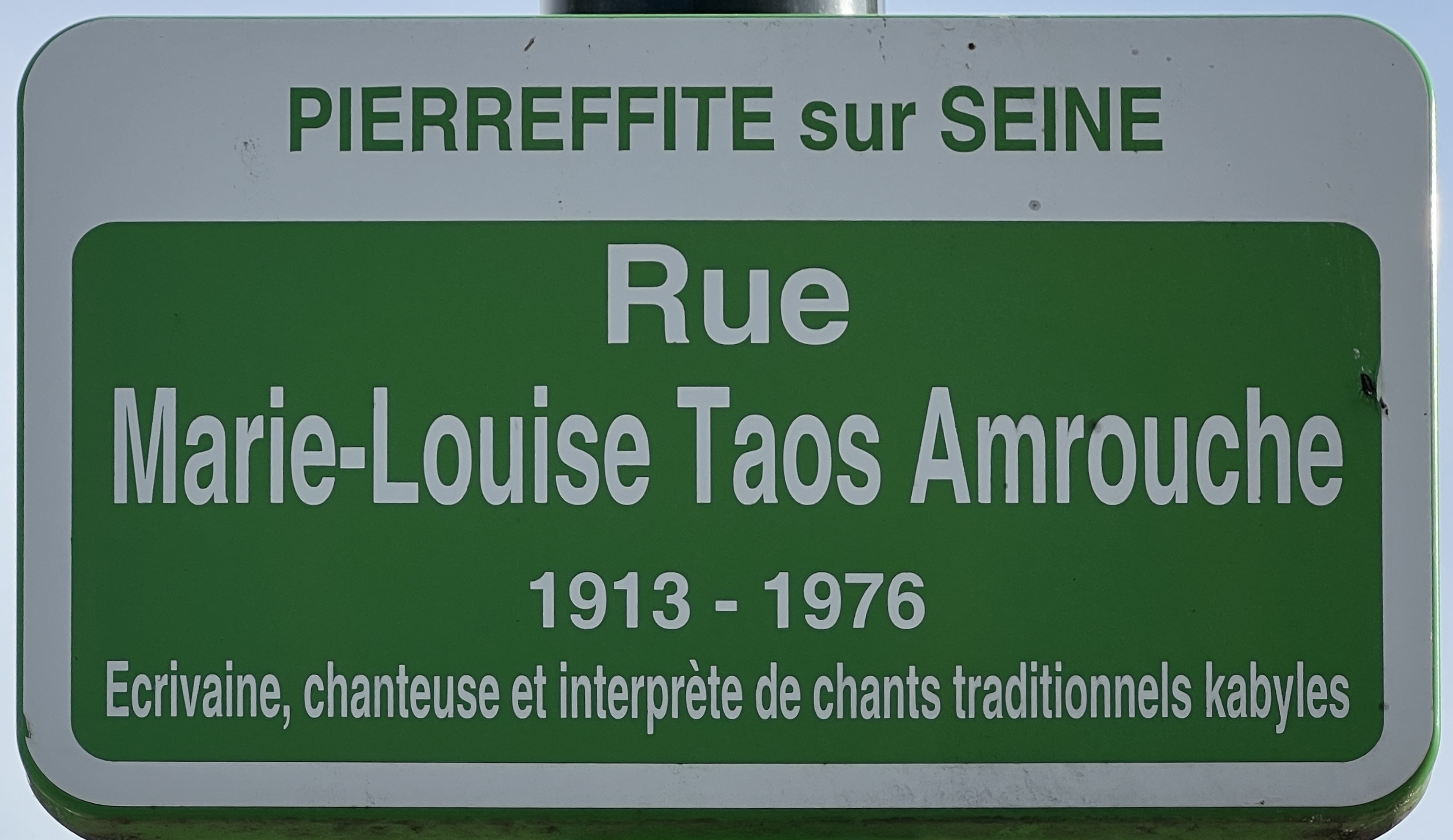
Straßenschild der Rue Marie-Louise Taos Amrouche in Pierrefitte

In Pierrefitte-sur-Seine im Département Seine-Saint-Denis im Großraum Paris ist eine Straße nach Taos Amrouche benannt, in Saint-Denis in demselben Département eine öffentliche Grundschule.
Zu Taos Amrouches 111. Geburtstag präsentierte sich die Internetsuchmaschine Google am 4. März 2024 für Computerbenutzer in Algerien, Tunesien und Frankreich mit einem zu ihren Ehren veränderten Firmenlogo (Google Doodle).

## Werke
- Jacinthe noire (1947)
- La Rue des tambourins (1960)
- Le Grain magique (1966)
- L’Amant imaginaire (1975)

## Diskografie
- Chants berbères de Kabylie (1967)
- Chants De L'Atlas (Traditions Millénaires Des Berbères D'Algérie) (1970)
- Incantations, méditations et danses sacrées berbères (1974)
- Chants berbères de la meule et du berceau (1975)
- Au Theatre De La Ville (1977)